# Campeonato Mundial de Ciclismo en Pista de 2020
El CXVII Campeonato Mundial de Ciclismo en Pista se celebró en Berlín (Alemania) entre el 26 de febrero y el 1 de marzo de 2020 bajo la organización de la Unión Ciclista Internacional (UCI) y la Federación Alemana de Ciclismo.
Las competiciones se realizaron en el Velódromo de Berlín. Fueron disputadas 20 pruebas, 10 masculinas y 10 femeninas.

## Calendario
| ● | Preliminares | F | Final |

| Fecha                | Mi 26       | Ju 27       | Vi 28       | Sá 29       | Do 01       |
| Hora→ Prueba ↓       | 18:00-22:00 | 18:30-21:30 | 18:30-22:15 | 16:30-19:45 | 14:00-17:10 |
| -------------------- | ----------- | ----------- | ----------- | ----------- | ----------- |
| Velocidad ind.       |             |             |             | ●           | F           |
| Velocidad por eqs.   | F           |             |             |             |             |
| Persecución ind.     |             |             | F           |             |             |
| Persecución por eqs. | ●           | F           |             |             |             |
| 1 km contrarreloj    |             |             | F           |             |             |
| Puntuación           |             |             | F           |             |             |
| Scratch              |             | F           |             |             |             |
| Keirin               |             | F           |             |             |             |
| Madison              |             |             |             |             | F           |
| Ómnium               |             |             |             | F           |             |

| Fecha                | Mi 26       | Ju 27       | Vi 28       | Sá 29       | Do 01       |
| Hora→ Prueba ↓       | 18:00-22:00 | 18:30-21:30 | 18:30-22:15 | 16:30-19:45 | 14:00-17:10 |
| -------------------- | ----------- | ----------- | ----------- | ----------- | ----------- |
| Velocidad ind.       |             | ●           | F           |             |             |
| Velocidad por eqs.   | F           |             |             |             |             |
| Persecución ind.     |             |             |             | F           |             |
| Persecución por eqs. | ●           | F           |             |             |             |
| 500 m contrarreloj   |             |             |             | F           |             |
| Puntuación           |             |             |             |             | F           |
| Scratch              | F           |             |             |             |             |
| Keirin               |             |             |             |             | F           |
| Madison              |             |             |             | F           |             |
| Ómnium               |             |             | F           |             |             |

1. 1 2  Hora local de Berlín: UTC+1.
2. 1 2  Consiste en cuatro pruebas: scratch, tempo, eliminación y puntuación.

## Medallistas

### Masculino
| Evento                          | Oro                                                                                                 | Plata                                                                                     | Bronce |
| ------------------------------- | --------------------------------------------------------------------------------------------------- | ----------------------------------------------------------------------------------------- | --- |
| Velocidad individual (01.03)    | Harrie Lavreysen · Países Bajos                                                                     | Jeffrey Hoogland · Países Bajos                                                           | Azizulhasni Awang Malasia                                                                                    |
| Velocidad por equipos (26.02)   | Países Bajos · Jeffrey Hoogland · Harrie Lavreysen · Roy van den Berg · Matthijs Büchli · 41,225 RM | Reino Unido Jack Carlin Jason Kenny Ryan Owens 42,400                                     | Australia Thomas Cornish Nathan Hart Matthew Richardson 42,829                                               |
| Persecución individual (28.02)  | Filippo Ganna · Italia · 4:03,875                                                                   | Ashton Lambie Estados Unidos 4:08,048                                                     | Corentin Ermenault Francia 4:09,921                                                                          |
| Persecución por equipos (27.02) | Dinamarca Lasse Norman Hansen Julius Johansen Frederik Madsen Rasmus Pedersen 3:44,672 RM           | Nueva Zelanda Aaron Gate Jordan Kerby Campbell Stewart Corbin Strong Regan Gough 3:49,713 | Italia · Simone Consonni · Filippo Ganna · Francesco Lamon · Jonathan Milan · Michele Scartezzini · 3:47,511 |
| 1 km contrarreloj (28.02)       | Sam Ligtlee · Países Bajos · 59,495                                                                 | Quentin Lafargue Francia 59,749                                                           | Michaël D'Almeida Francia 1:00,103                                                                           |
| Carrera por puntos (28.02)      | Corbin Strong Nueva Zelanda 58 pts.                                                                 | Sebastián Mora Vedri · España · 40 pts.                                                   | Roy Eefting · Países Bajos · 36 pts.                                                                         |
| Scratch (27.02)                 | Yauheni Karaliok · Bielorrusia                                                                      | Simone Consonni · Italia                                                                  | Sebastián Mora Vedri · España                                                                                |
| Keirin (27.02)                  | Harrie Lavreysen · Países Bajos                                                                     | Yuta Wakimoto Japón                                                                       | Azizulhasni Awang Malasia                                                                                    |
| Madison (01.03)                 | Lasse Norman Hansen Michael Mørkøv Dinamarca 62 pts.                                                | Campbell Stewart Aaron Gate Nueva Zelanda 33 pts.                                         | Roger Kluge · Theo Reinhardt · Alemania · 32 pts.                                                            |
| Ómnium (29.02)                  | Benjamin Thomas Francia 158 pts.                                                                    | Jan-Willem van Schip · Países Bajos · 135 pts.                                            | Matthew Walls Reino Unido 117 pts.                                                                           |

### Femenino
| Evento                          | Oro                                                                            | Plata                                                                                       | Bronce                                                                              |
| ------------------------------- | ------------------------------------------------------------------------------ | ------------------------------------------------------------------------------------------- | ----------------------------------------------------------------------------------- |
| Velocidad individual (28.02)    | Emma Hinze · Alemania                                                          | Anastasiya Voinova · Rusia                                                                  | Lee Wai Sze Hong Kong                                                               |
| Velocidad por equipos (26.02)   | Alemania · Pauline Grabosch · Emma Hinze · Lea Friedrich · 32,163              | Australia Kaarle McCulloch Stephanie Morton 32,384                                          | China Chen Feifei Zhong Tianshi 32,371                                              |
| Persecución individual (29.02)  | Chloé Dygert Estados Unidos 3:16,937 RM                                        | Lisa Brennauer · Alemania · 3:23,229                                                        | Franziska Brauße · Alemania · 3:24,284                                              |
| Persecución por equipos (27.02) | Estados Unidos Jennifer Valente Chloé Dygert Emma White Lily Williams 4:11,235 | Reino Unido Elinor Barker Katie Archibald Eleanor Dickinson Neah Evans Laura Kenny 4:13,129 | Alemania · Franziska Brauße · Lisa Brennauer · Lisa Klein · Gudrun Stock · 4:12,964 |
| 500 m contrarreloj (29.02)      | Lea Friedrich · Alemania · 33,121                                              | Jessica Salazar Valles · México · 33,154                                                    | Miriam Vece · Italia · 33,171                                                       |
| Carrera por puntos (01.03)      | Elinor Barker Reino Unido 50 pts.                                              | Jennifer Valente Estados Unidos 34 pts.                                                     | Anita Stenberg · Noruega · 33 pts.                                                  |
| Scratch (26.02)                 | Kirsten Wild · Países Bajos                                                    | Jennifer Valente Estados Unidos                                                             | Maria Martins Portugal                                                              |
| Keirin (01.03)                  | Emma Hinze · Alemania                                                          | Lee Hye-Jin Corea del Sur                                                                   | Stephanie Morton Australia                                                          |
| Madison (29.02)                 | Kirsten Wild · Amy Pieters · Países Bajos · 36 pts.                            | Clara Copponi Marie Le Net Francia 24 pts.                                                  | Letizia Paternoster · Elisa Balsamo · Italia · 20 pts.                              |
| Ómnium (28.02)                  | Yumi Kajihara Japón 121 pts.                                                   | Letizia Paternoster · Italia · 109 pts.                                                     | Daria Pikulik · Polonia · 100 pts.                                                  |

## Medallero
| Núm. | País           | Oro | Plata | Bronce | Total |
| ---- | -------------- | --- | ----- | ------ | ----- |
| 1    | Países Bajos   | 6   | 2     | 1      | 9     |
| 2    | Alemania       | 4   | 1     | 3      | 8     |
| 3    | Estados Unidos | 2   | 3     | 0      | 5     |
| 4    | Dinamarca      | 2   | 0     | 0      | 2     |
| 5    | Italia         | 1   | 2     | 3      | 6     |
| 6    | Francia        | 1   | 2     | 2      | 5     |
| 7    | Reino Unido    | 1   | 2     | 1      | 4     |
| 8    | Nueva Zelanda  | 1   | 2     | 0      | 3     |
| 9    | Japón          | 1   | 1     | 0      | 2     |
| 10   | Bielorrusia    | 1   | 0     | 0      | 1     |
| 11   | Australia      | 0   | 1     | 2      | 3     |
| 12   | España         | 0   | 1     | 1      | 2     |
| 13   | Corea del Sur  | 0   | 1     | 0      | 1     |
| 13   | México         | 0   | 1     | 0      | 1     |
| 13   | Rusia          | 0   | 1     | 0      | 1     |
| 16   | Malasia        | 0   | 0     | 2      | 2     |
| 17   | China          | 0   | 0     | 1      | 1     |
| 17   | Hong Kong      | 0   | 0     | 1      | 1     |
| 17   | Noruega        | 0   | 0     | 1      | 1     |
| 17   | Polonia        | 0   | 0     | 1      | 1     |
| 17   | Portugal       | 0   | 0     | 1      | 1     |
|      | TOTAL          | 20  | 20    | 20     | 60    |